# Julie Ferrier
Julie Ferrier (Courbevoie, 5 de dezembro de 1971) é uma atriz francesa.
Em 2011, foi indicada ao César de melhor atriz secundária por sua atuação em L'Arnacœur.